# VV Huizen
Volleybalvereniging Huizen (w skrócie vv Huizen) – holenderski klub siatkarski z siedzibą w Huizen (prowincja Holandia Północna) założony 15 października 1951 roku. Prowadzi drużyny kobiet i mężczyzn na poziomie seniorskim, a także zespoły młodzieżowe w różnych kategoriach wiekowych.
Od końca lat 90. sponsorem tytularnym klubu jest producent serów – Prima Donna. Od tego czasu klub występuje pod nazwą Prima Donna Kaas Huizen (PDK Huizen).
Męski zespół przez wiele lat rywalizował w niższych ligach holenderskiego systemu ligowego. W sezonie 2019/2020	zajął 1. miejsce w 1e divisie A i awansował do Topdivisie, stanowiącej drugi poziom rozgrywkowy. W kwietniu 2022 roku otrzymał licencję na grę w sezonie 2022/2023 w Eredivisie, najwyższej klasie rozgrywkowej w Holandii.
W sezonie 2024/2025 zajął 4. miejsce w fazie zasadniczej Eredivisie, tym samym zakwalifikował się do nowo powstałej wspólnej ligi belgijsko-holenderskiej – BeNe Conference.
W sezonie 2025/2026 klub Prima Donna Kaas Huizen zadebiutował w europejskich pucharach, grając w Pucharze Challenge.
Głównym obiektem sportowym klubu jest Prima Donna Kaas Arena (PDK Arena). Męski zespół mecze Eredivisie rozgrywa w hali sportowej Wolfskamer.

## Bilans sezonów
| Sezon | Rozgrywki ligowe    | Rozgrywki ligowe | Puchar        |
| Sezon | Poziom              | Miejsce          | Puchar        |
| --- | ------------------- | ---------------- | ------------- |
| 1980/1981 | Promotieklasse (10) | 1/11             | bd.           |
| 1981/1982 | 3e divisie (D)      | 2/12             | 2. runda      |
| 1982/1983 | 2e divisie (B)      | 11/12            | 3. runda      |
| 1983/1984 | 3e divisie (D)      | 1/12             | —             |
| 1984/1985 | 2e divisie (B)      | 6/12             | 1. runda      |
| 1985/1986 | 2e divisie (B)      | 4/12             | 2. runda      |
| 1986/1987 | 2e divisie (B)      | 10/12            | 2. runda      |
| 1987/1988 | 3e divisie (D)      | 4/12             | 1. runda      |
| 1988/1989 | 3e divisie (D)      | 9/12             | DNQ           |
| 1989/1990 | 3e divisie (D)      | 6/12             | DNQ           |
| 1990/1991 | 3e divisie (C)      | 1/12             | DNQ           |
| 1991/1992 | 2e divisie (B)      | 4/12             | DNQ           |
| 1992/1993 | 2e divisie (B)      | 4/12             | DNQ           |
| 1993/1994 | 2e divisie (B)      | 3/12             | DNQ           |
| 1994/1995 | 2e divisie (B)      | 7/12             | DNQ           |
| 1995/1996 | 2e divisie (B)      | 9/12             | DNQ           |
| 1996/1997 | 2e divisie (B)      | 10/12            | 1. runda      |
| 1997/1998 | 2e divisie (B)      | 9/12             | 2. runda      |
| 1998/1999 | 2e divisie (B)      | 5/12             | runda wstępna |
| 1999/2000 | 2e divisie (B)      | 8/12             | 2. runda      |
| 2000/2001 | 2e divisie (B)      | 12/12            | 2. runda      |
| 2001/2002 | 3e divisie (C)      | 2/12             | —             |
| 2002/2003 | 3e divisie (C)      | 4/12             | —             |
| 2003/2004 | 3e divisie (C)      | 6/12             | —             |
| 2004/2005 | 3e divisie (C)      | 12/12            | —             |
| 2005/2006 | Promotieklasse (B)  | 6/11             | —             |
| 2006/2007 | Promotieklasse (B)  | 3/12             | —             |
| 2007/2008 | Promotieklasse (B)  | 2/12             | —             |
| 2008/2009 | Regiodivisie        | 6/12             | —             |
| 2009/2010 | Regiodivisie        | 1/12             | —             |
| 2010/2011 | 2e divisie (B)      | 2/12             | 1. runda      |
| 2011/2012 | 1e divisie (A)      | 10/11            | —             |
| 2012/2013 | 1e divisie (B)      | 12/12            | 2. runda      |
| 2013/2014 | 2e divisie (C)      | 7/12             | 1. runda      |
| 2014/2015 | 2e divisie (C)      | 11/12            | 2. runda      |
| 2015/2016 | 3e divisie (A)      | 1/12             | 1. runda      |
| 2016/2017 | 2e divisie (C)      | 3/12             | 1. runda      |
| 2017/2018 | 2e divisie (C)      | 6/12             | runda wstępna |
| 2018/2019 | 2e divisie (C)      | 1/12             | 1. runda      |
| 2019/2020 | 1e divisie (A)      | 1/12             | 1. runda      |
| 2020/2021 | Topdivisie (A)      | –/12             | —             |
| 2021/2022 | Topdivisie (A)      | 9/12             | 1/16 finału   |
| 2022/2023 | Eredivisie          | 8/12             | 3. runda      |
| 2023/2024 | Eredivisie          | 8/10             | 1/8 finału    |
| 2024/2025 | Eredivisie          | 4/8              | ćwierćfinał   |
| Źródło: Poziom rozgrywek: pierwszy poziom drugi poziom trzeci poziom czwarty poziom piąty poziom szósty poziom |                     |                  |               |

## Szkolenie młodzieży
VV Huizen prowadzi aktywną politykę szkolenia młodzieży od sezonu 1993/1994. Jednym z jej celów jest przygotowywanie młodych zawodników do gry w drużynach seniorskich.
W 2010 roku zamknięto siatkarską szkołę w Huizen prowadzoną przez Holenderski Związek Piłki Siatkowej. Z inicjatywy działaczy klubu – Jana Kosa, Elroya Bezemera i Henka Rempe – w czerwcu 2010 roku powstała Prima Donna Kaas Volleybalschool, działająca w ramach fundacji Stichting Prima Donna Kaas Topvolleybal. Szkoła wyszkoliła grupę zawodników i zawodniczek, którzy trafili do zespołów ekstraklasowych w Holandii i za granicą.
1 sierpnia 2024 roku właścicielem szkoły został Mats Bleeker. Dla podkreślenia oddzielności instytucjonalnej szkoły od klubu, jej nazwa została zmieniona na Ludo Volleybal.